# Gare de Sillé-le-Guillaume
La gare de Sillé-le-Guillaume est une gare ferroviaire française de la ligne de Paris-Montparnasse à Brest, située sur le territoire de la commune de Sillé-le-Guillaume, dans le département de la Sarthe en région Pays de la Loire.
Elle est mise en service en 1855 par la Compagnie des chemins de fer de l'Ouest. C'est aujourd'hui une gare de la Société nationale des chemins de fer français (SNCF), desservie par des trains express régionaux du réseau TER Pays de la Loire, circulant entre Le Mans et Laval ou Rennes.

## Situation ferroviaire

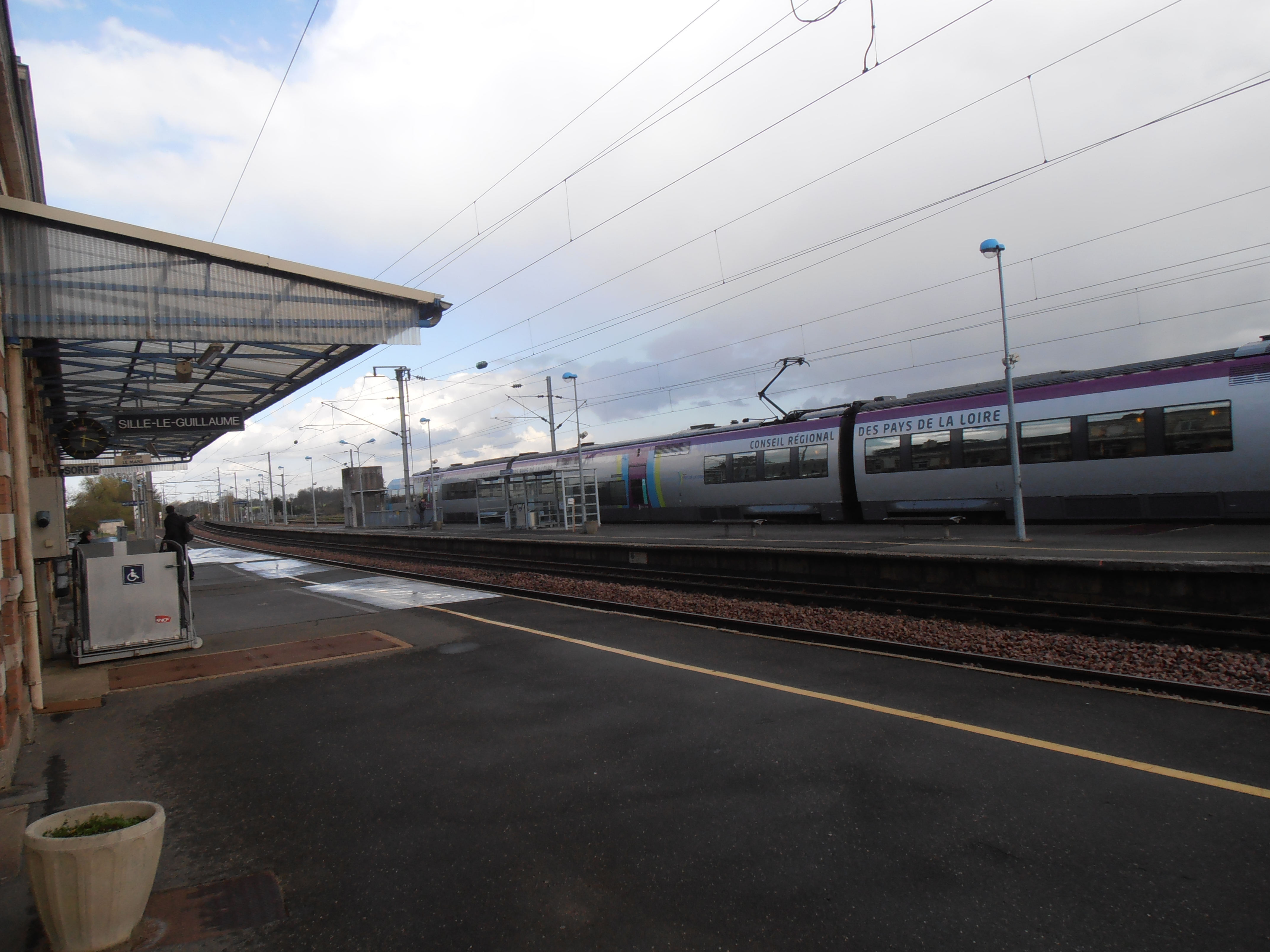
Vue des voies vers Le Mans avec un TER en provenance du Mans.

Établie à 162 m d'altitude, la gare de Sillé-le-Guillaume est située au point kilométrique (PK) 246,454 de la ligne de Paris-Montparnasse à Brest, entre les gares ouvertes de Conlie et Voutré. Elle est séparée de Conlie par la gare fermée de Crissé et de Voutré par celle, également fermée, de Rouessé-Vassé. Elle est également l'origine de l'ancienne ligne de Sillé-le-Guillaume à La Hutte - Coulombiers.

## Histoire

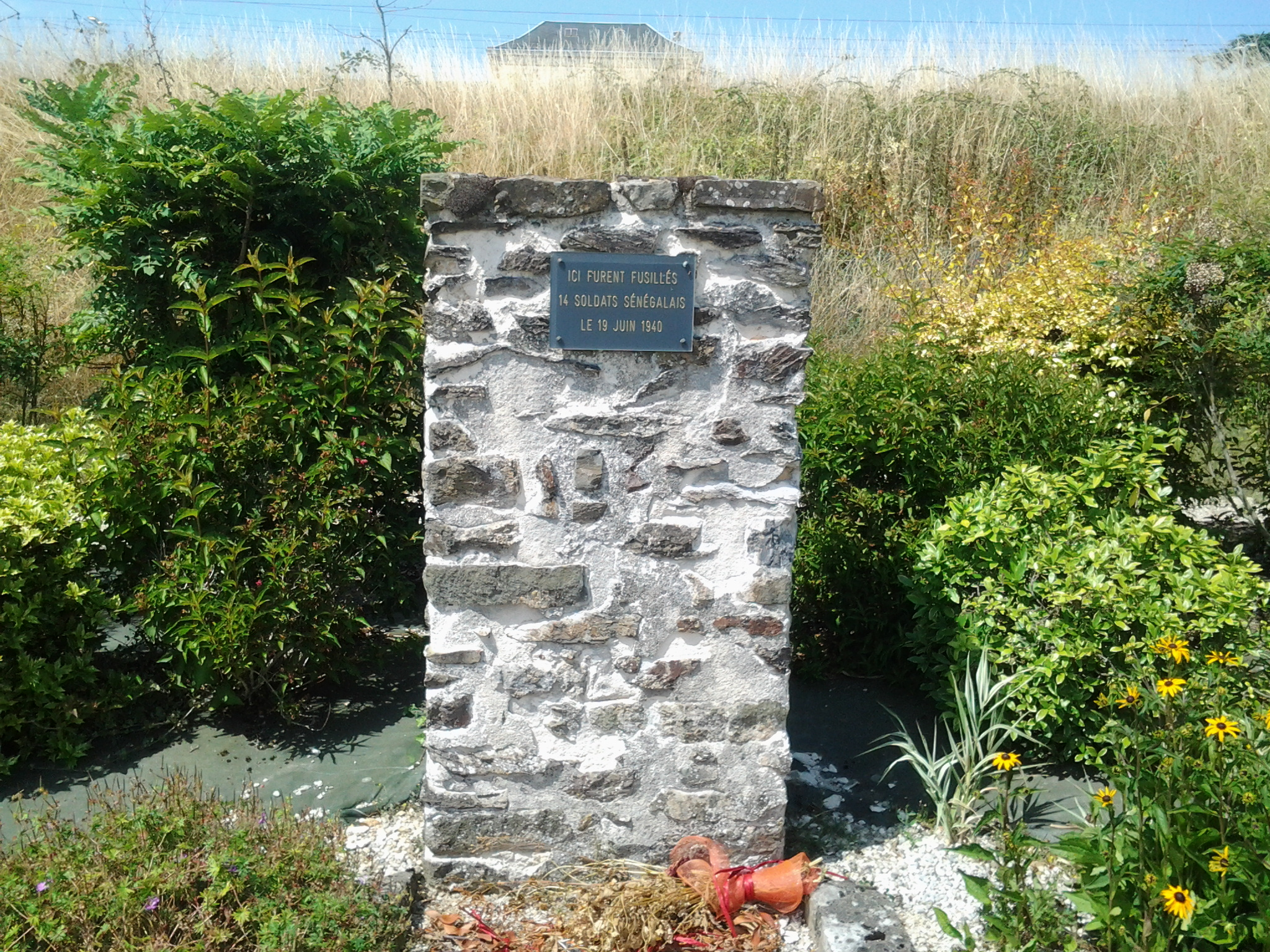
Plaque commémorant la fusillade de quatorze soldats Sénégalais par les Allemands le 19 juin 1940, derrière la gare de Sillé-le-Guillaume.

La compagnie des chemins de fer de l'Ouest met en service sa grande ligne de l'Ouest par sections au fur et à mesure de l'avancement des travaux. La station de Sillé-le-Guillaume est mise en service lors de l'ouverture du tronçon entre Le Mans et Laval le 14 août 1855.
La station devient un nœud ferroviaire avec la mise en service, par la compagnie de l'Ouest, de la ligne de Sillé-le-Guillaume à La Hutte - Coulombiers le 8 mai 1881.
Le 19 juin 1940, derrière la gare, quatorze soldats Sénégalais sont fusillés par les Allemands. Un monument en pierres portant une plaque commémore ce fait de guerre.

## Service des voyageurs

### Accueil
Gare SNCF, elle dispose d'un bâtiment voyageurs, avec guichets, ouvert le lundi de 7 h à 11 h 30, du mardi au jeudi de 9 h à 12 h et de 14 h à 16 h, le vendredi de 9 h à 12 h et de 15 h à 19 h et le samedi de 9 h à 12 h. Elle est équipée d'automates pour l'achat des titres de transport ; c'est une « gare accès plus » disposant d'aménagements pour faciliter l'accessibilité aux personnes à mobilité réduite.

### Desserte
Sillé-le-Guillaume est desservie par des trains TER Pays de la Loire circulant entre les gares de Le Mans et Laval ou Rennes.

### Intermodalité
Un parc pour les vélos et un parking pour les véhicules y sont aménagés.